# Phare Comandante Ferraz
Le phare Comandante Ferraz (en portugais : Farolete Comandante Ferraz) est phare brésilien situé sur l'île du Roi-George (Îles Shetland du Sud) sur la péninsule Antarctique.
Ce phare est la propriété de la Marine brésilienne et il est géré par le Centro de Sinalização Náutica e Reparos Almirante Moraes Rego (CAMR) au sein de la Direction de l'Hydrographie et de la Navigation (DHN).

## Description
La Base antarctique Comandante Ferraz est une Station de recherche brésilienne installée en 1984 dans la Baie de l'Amirauté sur l'île du Roi-George. L'installation du phare a été réalisée entre le 2 et le 13 décembre 1984 par une équipe du navire de soutien océanique, le brise-glace brésilien NApOc Barão de Teffé (H-42) (en).
Ce phare est constitué d'une structure en poutrelles métalliques de 4 m de haut, peinte en blanc avec une bande rouge. C'est le signal lumineux maritime le plus au sud maintenu par le Centre de signalisation maritime Almirante Moraes Rego (CAMR), de la Marine brésilienne. C'est un feu isophase rouge qui émet un éclat toutes les 2 secondes, à une hauteur focale de 14 m au-dessus du niveau moyen de la mer et visible jusqu'à 18 kilomètres.
Sa fonction est de contribuer à la navigation dans la baie, et au guidage des navires de ravitaillement de la base.
En 2007, entre le 12 février et le 8 mars, une équipe du brise-glace NApOc Ary Rongel (H-44) (en) et le commandant de la gare d'Antártica, Ferraz, a effectué le remplacement du phare Comandante Ferraz, après plus de 20 ans d'usure de la structure précédente. En octobre 2014, ont été effectuées la modernisation des éléments électriques et d'éclairage et la peinture de la structure.
Identifiant : ARLHS : BRA... ; BR5106 - Amirauté : G1387.5 - NGA : 2779.

## Caractéristique dufeu maritime
- Fréquence sur 2 secondes :
  - Lumière : 1 seconde
  - Obscurité : 1 seconde

|                   |
| Île du Roi-George |

|                      |
| La base scientifique |

### Lien connexe
- Liste des phares du Brésil